# الوحدة التجريبية للهبوط الأعمى
الوحدة التجريبية للهبوط الأعمى (Blind Landing Experimental Unit)، والمختصرة «بلو» (BLEU)، كانت وحدة تابعة للحكومة البريطانية مكلفة بإنشاء نظام تحكم آلي مبكر للطائرات العسكرية والمدنية من أواخر الأربعينيات حتى منتصف الستينيات.

## خلفية
اعتمد الطيارون في الأيام الأولى للطيران على حساب الموتى لمعرفة مكان تحليقهم، الأمر الذي ثبت أنه صعب أو مستحيل في الليل أو في الأحوال الجوية السيئة. وجدت دراسة أجراها مكتب بريد الولايات المتحدة عام 1925 أن 76٪ من عمليات الهبوط القسري كانت بسبب الطقس، مما سلط الضوء على الحاجة المبكرة لنظام لتسهيل عمليات الهبوط العمياء.تراوحت الاقتراحات المبكرة في معالجة المشكلة من استخدام إشارات الراديو البدائية إلى وضع ممرات هبوط للطوارئ بشكل دوري بالقرب من الطرق السريعة الرئيسية. استدعت تجارب الحرب العالمية الثانية مزيدًا من الاهتمام لهذه المشكلة. كانت القاذفات المتمركزة في بريطانيا تعود أحيانًا إلى قواعدها الأصلية في ساعات الصباح الباكر لتجد أن جميع مواقع هبوطها مغمورة تمامًا بالضباب، مما أدى إلى فقدان بلا معنى للطائرات وأطقمها. في فترة ما بعد الحرب، أدرك خبراء الطيران أنه ستكون هناك فوائد لكل من الطيران العسكري والمدني، حيث ستكون المهام العسكرية ممكنة في جميع الظروف ويمكن لشركات الطيران تجنب الممارسة المهدرة والمكلفة المتمثلة في الابتعاد عن الضباب في المطارات.
تم تطوير العديد من أنظمة الهبوط العمياء في حقبة ما قبل الحرب، ولا سيما نظام دايموند دنمور الأمريكي ومفاهيم شعاع لورينز الألماني. اعتمد كلاهما، إلى حد ما، على أجهزة الراديو الصوتية في الطائرة، والتي كانت شائعة في الطائرات الأكبر في ذلك العصر. يبدو أن دايموند دنمور لم يشهد أي استخدامات نشطة، ولكن تم نشر نظام لورينز في المطارات الرئيسية في ألمانيا والمملكة المتحدة والمواقع الأوروبية الأخرى والمجالات الأجنبية ذات الصلة. تعمل هذه بشكل عام في ترددات الموجة المتوسطة الشائعة في حدود 300 إلى 400 كيلو هرتز، وهي الترددات التي كانت مستخدمة بحلول منتصف الحرب، على نطاق التردد المنخفض. الدقة الضوئية لأي نظام هي مزيج من الطول الموجي وحجم نظام الهوائي، لذا فإن استخدام هذه الترددات أدى إلى دقة منخفضة نسبيًا. خلال الحرب، أجريت تجارب على أنظمة مماثلة تعمل على ترددات شديدة الارتفاع (VHF) حوالي 100 تم استخدام ميغاهرتز ومجموعة متنوعة من هذه الأنظمة في العديد من المطارات العسكرية.

## أصول الهبوط الآلي

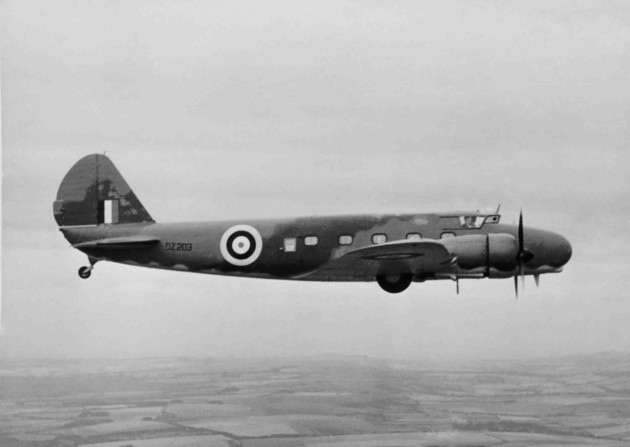
DZ203، الطائرة المستخدمة في تجارب النظام

قبل تشكيل «بلو»، تم إجراء هبوط آلي في وحدة الطيران عن بعد (TFU) التابعة لـ (TRE) في محطة سلاح الحو الملكي ديفورد في بطائرة بوينغ 247 دي، (DZ203)، في أوائل عام 1945، باستخدام نظام التوجيه اللاسلكي الأمريكي (SCS 51). تم الهبوط في ظلام دامس، مع عدم وجود أضواء هبوط وجميع الأضواء الأخرى التي حجبها التعتيم في زمن الحرب. لم يكن هناك شعلة تعني سرعة الاقتراب المنخفضة وزاوية الانزلاق الضحلة أنه يمكن السماح للطائرة بالتحليق مباشرة على الأرض. كان (SCS 51) هو الأساس لنظام الهبوط الآلي (ILS)، الذي اعتمدته منظمة الطيران المدني الدولي في عام 1948.
كان هناك نظام بديل لـ (SCS 51) من العقيد. موسلي وكان ذلك نظامًا قائمًا على الرادار تم تصميمه وتطويره وتجربته بالكامل بواسطة (F/O L. C. Barber) وزملاؤه في ديفورد. أعطى هذا النظام بيانات النطاق والارتفاع بشكل فعال والتي يمكن إضافتها إلى معلومات توجيه الطيار الآلي.
تم تشكيل الوحدة التجريبية للهبوط الأعمى (BLEU) للمؤسسة الملكية للطائرات (RAE) في سلاح الجو الملكي البريطاني وودبريدج وسلاح الجو الملكي مارتليشام هيث خلال عامي 1945 و 1946. كانت وحدة متعددة التخصصات، استقطبت موظفين من (RAE) وفارنبورو ومؤسسة أبحاث الاتصالات السلكية واللاسلكية، مالفيرن (TRE). كانت الاختصاصات هي أن الوحدة «ستعمل كتابع لـ (RAE) وستكون مسؤولة عن تطوير اقتراب أعمى وهبوط طائرات (RAE) والطائرات البحرية والمدنية». أدى البحث خلال السنوات القليلة الأولى في «بلو» إلى استنتاج مفاده أن الاقتراب الواعد للهبوط الأعمى سيكون نظامًا آليًا بالكامل، وأنتج تعريفًا لمتطلبات للنظام، الذي عرف لاحقًا باسم هبوط آلي (Autoland).
تم تقديم نظام الهبوط الآلي (ILS) في حقبة ما بعد الحرب بناءً على مفاهيم (SCS 51). استخدم إشارتين راديويتين منفصلتين، إحداهما للتوجيه الجانبي، «المُحدد» ("localizer") والأخرى للتوجيه الرأسي، «المنحدر الانزلاقي» ("glideslope"). كلاهما يعمل على نفس المبدأ الأساسي؛ تم بث كل إشارة على تردد ناقل منفصل بعلاقة ثابتة بحيث يكون تردد الانزلاق دائمًا مقدارًا ثابتًا بعيدًا عن المحدد.
تم تقسيم الإشارات في طريقها إلى الهوائيات الخاصة بها وتم تعديل السعة بإشارة منخفضة التردد، 90 هرتز أو 150 هرتز. تم إرسال الإشارتين بعد ذلك من الهوائيات الاتجاهية التي أنتجت أنماط بث كبيرة موجهة قليلاً إلى اليسار (90) واليمين (150) من منتصف خط المدرج أو أعلى (90) وتحت (150) منحدر الانزلاق. كانت الأنماط واسعة نسبيًا وتهدف إلى أن تتداخل في المركز، مما يشير إلى الخط المناسب للطيران.
بينما كان النظام يعمل وكان بسيطًا نسبيًا في التنفيذ باستخدام تقنية الأربعينيات، لم يكن دقيقًا بما يكفي لتوفير التوجيه أثناء الهبوط، مع دقة تصل إلى بضع مئات من الأقدام. انتهى اقتراب (ILS) على ارتفاع 200 قدم فوق المدرج، وفي ذلك الوقت كان على الطيار أن يكون قادرًا على رؤية المدرج بصريًا، أو إلغاء اقترابه. لم يكن ذلك دقيقًا بما يكفي لنظام مؤتمت.
كانت المحاولة الأولى لـ «بلو» لحل المشكلة هي وضع كبلين، بطول ميل واحد، يمتدان على طول كل جانب من المدرج، على غرار كابل تجريبي لقناة أمبروز. يمكن للكاشف الموجود في الطائرة رؤية الإشارة من الكابلات ومحاذاة نفسه بدقة شديدة على طول خط منتصف المدرج. للتوجيه الرأسي، كان مقياس ارتفاع راديو FM الجديد الذي طورته «بلو» قادرًا على حل اختلافات الارتفاع إلى قدمين على ارتفاع منخفض. أجرى الفريق بأمان الآلاف من عمليات الهبوط التجريبية باستخدام هذا النظام.
أدركت «بلو» أن معظم المطارات ليس لديها مساحة لوضع كابلات طولها ميل واحد، لذلك استمروا في العمل على حل يعمل بالراديو. بالتعاون مع مجموعة سميث (Smiths Industries Ltd.)، طورت «بلو» أيضًا وحدات اقتران لاشتقاق أوامر الطيار الآلي من إشارات التوجيه، والخانق التلقائي.
تم تطوير مكونات النظام بشكل منفصل على عدة أنواع من الطائرات، بما في ذلك لانكستر وفايكنغ وديفون وألبيمارل. تم تقديم عرض للتقنيات المستخدمة لممثلي الجيش والحكومة في مايو 1949. بحلول عام 1950، تم تثبيت النظام بأكمله على دي هافيلاند دوف (Devon) وتم تقديم أول عرض توضيحي للهبوط الآلي على تلك الطائرة في 3 يوليو 1950. على مدار العشرين عامًا التالية، كانت «بلو» بالاشتراك مع الصناعة البريطانية وهيئة صلاحية الطيران في المملكة المتحدة، مسؤولة عن جميع الأعمال الرائدة تقريبًا اللازمة لتحويل مفهوم تلك العروض التجريبية إلى عمليات هبوط آمنة ودقيقة بواسطة طائرات نقل كبيرة. النظام المستخدم خلال أوائل العقد الأول من القرن الحادي والعشرين هو في الأساس نفس النظام المستخدم تجريبياً في عام 1950. يوضح الرسم البياني التالي، المأخوذ من مذكرة (JS Shayler) لعام 1958، كيف تم استخدام المكونات المختلفة للنظام وإشارات التوجيه خلال المراحل المتتالية للهبوط الآلي.

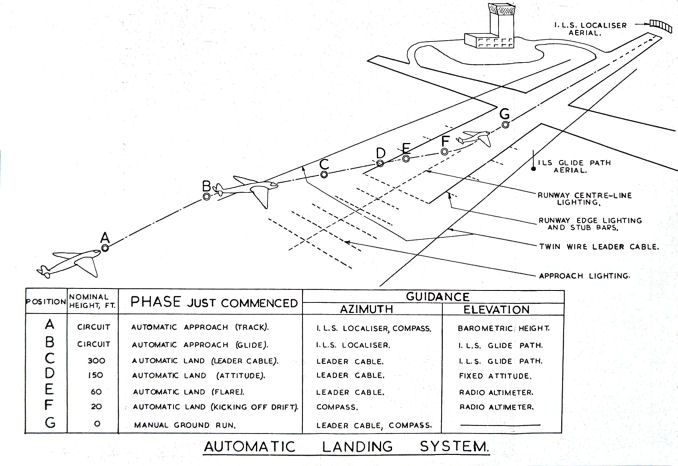
مراحل نظام الهبوط الآلي، كما وصفه (JS Shayler) في عام 1958

## «بلو» خلال الخمسينيات والستينيات
خلال أوائل الخمسينيات من القرن الماضي، وكتمهيد لتطوير نظام الهبوط الآلي الكامل، تم إجراء تجارب اقتراب آلي على طائرات فاليتا وميتيور وكانبيرا. تم الحصول على كانبيرا (VN799)، في عام 1953 ولكن تم شطبها بعد هبوطها في أغسطس من ذلك العام بسبب عطل مزدوج في المحرك، ولحسن الحظ كانت بدون إصابات خطيرة للطاقم.
في ذلك الوقت، كان لدى الهبوط الآلي أولوية أقل لأن الجهود كانت مركزة على مشاريع أخرى بما في ذلك الهبوط السريع للطائرات لقيادة سلاح الجو الملكي البريطاني، والمساعدات البصرية للطيارين، وإضاءة اقتراب المدرج، ومساعدة الاقتراب باستخدام (DME) مع (Barbro). تغير ذلك عندما تم إصدار المتطلبات التشغيلية 947 (OR947) للهبوط الآلي على أسطول القاذفة (V-Force) في عام 1954. في ذلك الوقت كانت قوة القاذفة V هي المساهمة الرئيسية للمملكة المتحدة في القوة النووية الاستراتيجية للغرب وكانت العملية في جميع الأحوال الجوية ضرورية. كان هناك أيضًا اهتمام متجدد بالهبوط الآلي للطيران المدني. كخطوة تالية في التطوير، تم ربط وحدات التفجير والاقتران من ديفون بطيار آلي من نوع (Smiths Type D) وتم تثبيتها في فارستي (WF417)، وهي طائرة أكبر بكثير، قادرة على حمل 38 شخصًا بدلاً من 10 في ديفون. تم إجراء أول اقتراب وهبوط آلي بالكامل بواسطة (WF417) في 11 نوفمبر 1954 في ظل ظروف هادئة وضبابية. تم تركيب نظام مماثل في كانبيرا (WE189) لتوفير أول تطبيق للهبوط الآلي للطائرات من النوع النفاث. تم تسجيل الاقتراب الآلي  وعمليات الهبوط الآلي بواسطة (WE189) ولكن توقف التطوير في أبريل 1956 عندما توقفت المرافق في وودبريدج، والتي كان لديها تركيب الكبل الرئيسي المناسب الوحيد، عن أن تكون متاحة لـ «بلو». استمر تطوير الانجراف الآلي والانطلاق الآلي في (محطة سلاح الجو الملكي ويتيرنق)، ولكن في سبتمبر من ذلك العام، تحطمت (WE189)، التي عادت من الاختبارات في ويترينق، بسبب عطل في المحرك عند اقترابها عند العودة إلى قاعدتها في مارتلشام هيث. قُتل الملازم طيار «ليس كو» (Les Coe) وعالم «بلو» المسؤول عن المشروع، السيد جو بيركل (Joe Birkle).
في أوائل عام 1957، انتقلت «بلو» من مارتلشام هيث إلى مطار مُجهز حديثًا في (ثورلي)، محطة سلاح الحو الملكي بديفورد. استمر التطوير في ثالث كانبيرا، (WJ992)، بناءً على النتائج التي تم الحصول عليها باستخدام (WE189). بدأت الرحلات التجريبية في (WJ992) في أواخر عام 1957، مما أدى إلى هبوط آلي باستخدام الخانق التلقائي في مارس 1958. الملاحظات التالية مأخوذة من سجل تقني «بلو» الذي قام بالتطوير: 10 مارس 1958 (الرحلة 38 لهذا البرنامج): «انجراف قليل جدًا، حوالي 0.3 جي - ارتفاعات 150-55-15-0». كان ذلك مع خانق وقود يدوي، ولكن تم استخدام الخانق التلقائي في 12 مارس، في رياح متقاطعة قوية. شهد يوم 17 مارس «رياح خلفية قوية، 20-25 عقدة، تعويم واضح» وفي 20 يونيو، بعد التعديلات خلال 20 رحلة أخرى: «ليست سيئة - حوالي 0.7 جي بشكل جيد على العجلات الرئيسية - انطلاق الانجراف بشكل جيد». ثم في 26 يونيو: «أوقف تشغيل الخانق عند 50 قدمًا. نتائج مبهجة للغاية» وفي 20 أغسطس«رفع اليدين والقدمين». بدأت تسجيلات الهبوط الآلي في تلك الطائرة في 8 يوليو 1958، رقم الرحلة. 69. نقلت وود نتائج عمليات الهبوط الآلي في طائرات كانبيرا في عام 1957 ونشرها تشارنلي في عام 1959، مثل «طائرة نفاثة متوسطة الحجم». بحلول أكتوبر 1958، أكملت «بلو» أكثر من 2000 عملية هبوط آلية بالكامل، خاصة في طائرات كانبيرا وفارسيتي.
تم تشغيل مشروع (V-bomber) لتثبيت وتطوير الهبوط الآلي على فولكان (XA899)، المصنف في الأصل على أنه سرية، بالتوازي مع عمل كانبيرا وفارسيتي. تم إجراء أول عمليات هبوط آلي في فولكان بين ديسمبر 1959 وأبريل 1960. أجريت المحاكمات في وقت لاحق من ذلك العام وتم قبول النظام للخدمة العسكرية في عام 1961.
تم الاعتراف بأن الكبل الرئيسي سيكون غير عملي في بعض المطارات، ولكن يمكن الاستغناء عنه إذا كان من الممكن إجراء تحسينات على (ILS). نتج بعض التحسن عن النظام الجوي لتحديد المواقع ذي الحزمة الضيقة الذي طورته «بلو» خلال أوائل الخمسينيات من القرن الماضي وبحلول عام 1958 تم إجراء عمليات الهبوط الآلي باستخدام محدد موقع (ILS) فقط لتوجيه السمت. تطلب ذلك موقعًا جيدًا ولكن بحلول أوائل الستينيات من القرن الماضي، قامت تصميمات جوية جديدة جذريًا لأجهزة الإرسال (ILS) التي طورتها (Standard Telephones &amp; Cables) (ST&C) بتحسين (ILS) إلى حد يمكن الاستغناء عن الكابلات الرائدة.
لسنوات عديدة، كانت هناك مناقشات بين وزارة الطيران البريطانية ووكالة الطيران الفيدرالية الأمريكية (FAA) حول المساعدات الإرشادية للهبوط في حالة ضعف الرؤية. فضل الأمريكيون تقنية "الطيار في الحلقة" ("pilot in the loop")، مع تحسين وسائل المساعدة للطيار، على النظام الآلي بالكامل المفضل في المملكة المتحدة. في عام 1961، لاكتساب الخبرة مع "نظام الهبوط الآلي «بلو»، أرسلت إدارة الطيران الفيدرالية طائرة دوغلاس دي سي-7 إلى محطة سلاح الحو الملكي بديفورد، ليتم تركيب النظام واختباره. بعد ذلك والمزيد من الاختبارات عند العودة إلى أتلانتيك سيتي، كانت إدارة الطيران الفيدرالية مقتنعة وبعد ذلك دعمت بقوة حلًا آليًا بالكامل لمشكلة جميع الأحوال الجوية والتي تم تبنيها لاحقًا دوليًا.
حتى تلك المرحلة، تم تحقيق نظام الهبوط الآلي فقط كنظام «ذو مسار واحد» أو نظام قناة واحدة، دون أي تكرار للحماية من تعطل المعدات. خلال أواخر الخمسينيات وأوائل الستينيات من القرن الماضي، أدى زيادة التعاون بين «بلو» وهيئة الطيران المدني (CAA) في المملكة المتحدة والشركات في صناعة الطيران مع (BEA) وBOAC إلى تعريف متطلبات السلامة من حيث المواصفات لأقصى معدلات الفشل المسموح بها. في عام 1961، أصدر مجلس تسجيل الهواء في المملكة المتحدة (ARB) التابع لهيئة الطيران المدني وثيقة عمل (BCAR 367) «متطلبات صلاحية الطيران للهبوط الآلي» والتي شكلت الأساس لتعريف فئات رؤية الطقس التي اعتمدتها منظمة الطيران المدني الدولي في عام 1965. في عام 1959، تم وضع العقود من قبل (BEA) وBOAC لتطوير الهبوط الآلي، على أساس الهبوط الآلي، من أجل طائرتي ترايدنت وفي سي 10. استخدم ترايدنت نظام ثلاثي مع عدم وجود عناصر مشتركة، بحيث يمكن الكشف عن فشل في إحدى القنوات الثلاث والقضاء على تلك القناة. كانت «حالات الانقطاع المزعجة» مشكلة مبكرة في هذا النظام، وتم حلها في النهاية بواسطة الصناعة، باستخدام مفاتيح عزم الدوران مع درجة متحكم فيها من الحركة المفقودة. تطلب إدخال الهبوط الآلي للعملية من الفئة 3 في أسطول (BEA) التابع لشركة (BEA) جهدًا كبيرًا من قبل (BEA) وهوكر سايدلي للطيران وسميث للصناعات و «بلو». تم تطوير نظام ثلاثي أيضًا بواسطة سميث و «بلو» لسفينة الشحن التابعة لسلاح الجو الملكي البريطاني بلفاست.
استخدم في سي 10 نظام إليوت مكرر مراقب. في وقت لاحق، كان نظام كونكورد في الأساس نسخة محسنة من نظام في سي 10، مستفيدًا من التقدم في تكنولوجيا الدوائر الإلكترونية خلال أواخر الستينيات. بحلول عام 1980، نفذت ترايدنت أكثر من 50000 عملية هبوط آلي أثناء الخدمة. حصل في سي 10 على 3500 عملية هبوط آلي قبل أن يتم تقليص استخدام النظام في عام 1974 لأسباب اقتصادية. بحلول عام 1980، كان الكونكورد قد أجرى ما يقرب من 1500 عملية هبوط آلي في خدمة الركاب.
واصلت «بلو» (التي أعيدت تسميتها إلى قسم الأنظمة التشغيلية في RAE في عام 1974) لعب دور رائد في تطوير أنظمة توجيه الطائرات، باستخدام مجموعة متنوعة من الطائرات بما في ذلك دي هافيلاند كومت وباك 1-11 وإتش أس 748 (لتحل محل فارسيتي التي كان لها كانت «خيول العمل» الرئيسية لتجارب «بلو» لأكثر من عقد) وفي سي 10 حتى إغلاق محطة سلاح الحو الملكي بديفورد في عام 1994.

### نظام «بلو»
عرفت «بلو» أن النظام المثالي يتطلب مكونات تعتمد على الأرض وفي الطائرة. يجب أن يتكون النظام السابق من إشارة بدون مشاكل استخدام الأراضي للنظام القائم على الكابلات أو مشكلات الدقة في (ILS). يجب أن تكون جميع الطائرات القادمة مجهزة بجهاز استشعار لتلقي الإشارة ومقياس ارتفاع فائق الدقة وطيار آلي موثوق به. كانت مقاييس الارتفاع البارومترية المستخدمة في ذلك الوقت قادرة فقط على تقديم تقدير تقريبي للارتفاع، لذلك طورت «بلو» مقياس ارتفاع راداري قائم على الطائرة لاستكمال شعاعها حتى تعرف الطائرات متى تندلع عند الهبوط.
نتج عن عمل «بلو» نظام مسمى للتحكم في هبوط الطائرات. قام الملازم أول طيران نويل آدامز بأول هبوط آلي في 3 يوليو 1950 في طائرة اختبار «بلو»، وهي طائرة فيكرز فارسيتي. بعد إثبات نجاح النظام، احتاجت «بلو» إلى إثبات أنها آمنة. كان المعيار المطلوب هو أن أي نظام هبوط لا يمكن أن يتسبب في أكثر من حادث واحد في كل عشرة ملايين هبوط. واصل مهندسو «بلو» تحسين النظام حيث قام طياروها التجريبيون بهبوط آلي لا حصر له في فارسيتي. عندما تم إغلاقه بسبب الضباب، قاموا بإجراء تجارب هبوط في مطار لندن هيثرو الدولي.
في ورقته البحثية عام 1959، اختتم جون تشارنلي، المشرف آنذاك على «بلو»، مناقشة النتائج الإحصائية بقوله: «من العدل الادعاء، لأن النظام الآلي لن يهبط بالطائرة فقط عندما يمنع الطقس الطيار الإنسان من ذلك، كما أنها تؤدي العملية بشكل أكثر دقة». تمت الموافقة على النظام للاستخدام التجاري في عام 1964، وفي 4 نوفمبر 1964، هبط الكابتن إريك بول برحلة تابعة للخطوط الجوية البريطانية الأوروبية في مطار هيثرو برؤية تصل إلى 40 مترًا، وهو أول استخدام للنظام للهبوط برحلة تجارية في مثل هذه الظروف القاسية.

## ميراث
لعبت «بلو» دورًا حيويًا في تطوير الاستقلالية الآلية، ولا يزال أحفاد نظامها قيد الاستخدام في جميع أنحاء العالم اليوم.

## ملحوظات
1. ↑  The full technical description of this is available in the archives at RAF Museum Hendon, reference X005-4863, and includes original photographic records of Boeing 247 DZ203.

## روابط خارجية
- BOAC VC10 Automatic Landing 1968
- هبوط آلي كانبيرا في RAE Bedford، 1958